# Volvo B7TL
Il Volvo B7TL è un autobus a pianale basso e a due piani presentato nel 1999 e che ha sostituito la versione a due assi del Volvo Olympian. Il veicolo è stato costruito dopo che gli operatori britannici erano sembrati restii ad acquistare l'autobus a due piani B7L con la sua lunga prolunga (overhang) posteriore. Alcuni esemplari del B7L sono poi entrati in servizio a Glasgow, Scozia, come autobus a due piani da 12 metri di lunghezza.
Il telaio del B7TL all'inizio veniva costruito ad  Irvine, North Ayrshire in Scozia. Nel 2000 la produzione è stata progressivamente trasferita in Svezia. Dalla metà del 2004 è iniziata la produzione della versione Mk.II del B7TL.
Come per l'Olympian il B7TL ha il motore sistemato nella parte posteriore e montato trasversalmente una piano superiore più corto ma ha i radiatori montati sul lato destro del compartimento motore.  Il veicolo è equipaggiato con il motore Volvo D7C e il cambio Zf o Voith. Il B7TL era inizialmente disponibile con le carrozzerie Alexander ALX400 e Plaxton President. Successivamente si sono aggiunte le carrozzerie realizzate dalla East Lancs Vyking e la Myllennium Vyking oltre alla Wrighjt Eclipse Gemini.
Il Volvo B7TL è molto popolare in Gran Bretagna in quanto è stato acquistato in grandi numeri da società principali di autobus quali la FirstGroup plc e la Arriva. Anche la Travel West Midlands ha acquistato oltre 320 B7TL con allestimento Plaxton President, Alexander ALX400 o Wright Eclipse. La Translink dell'Irlanda del Nord ha anch'essa acquistato più di 150 B7TL.
Nella Repubblica di Irlanda, la Dublin Bus ha acquistato 648 B7TL nel periodo tra il 2000 e il 2007, tutti con allestimento Alexander/TransBus/Alexander Dennis ALX400. La Bus Éireann ha acquistato più di 20 B7TL.
Un lotto di 150 B7TL sono stati consegnati a Johannesburg, Sudafrica, nel 2002 tutti con allestimento Marcopolo Viale DD.
Alla fine del 2006 il B7TL è stato sostituito dal Volvo B9TL in versione due assi.